# Interactive Brokers
A Interactive Brokers az Egyesült Államokban alapított online brókercég. Az egyik legnagyobb szereplő az Egyesült Államokban a brókercégek piacán. Alapítója a magyar származású Péterffy Tamás.
A cég a kereskedelem digitalizálásának egyik úttörője. Az Interactive Brokers különféle befektetési eszközöket és piacokat kínál, mint például részvények, opciók, határidős ügyletek, VET, forex, kötvények vagy akár CFD-k. Az IB központja a Connecticut állambeli Greenwichben található.